# Roy Hargrove
Pour les articles homonymes, voir Hargrove.
Roy Anthony Hargrove, né le 16 octobre 1969 à Waco au Texas et mort le 2 novembre 2018 à New York, est un trompettiste, bugliste et compositeur américain de jazz.

## Biographie
C'est Wynton Marsalis qui découvre le premier les talents de Roy Hargrove au cours d'une visite dans son université. Il lui organise alors sa première tournée en Europe et au Japon. L'une de ses principales influences a été le saxophoniste David Fathead Newman qui a joué avec le groupe de Ray Charles.
En 1988, Roy Hargrove étudie pendant une année au Berklee College of Music de Boston avant de rejoindre finalement la New School de New York, ville dans laquelle il participe déjà régulièrement à des jam sessions.
Il enregistre son premier album avec le saxophoniste Bobby Watson. Puis, un deuxième avec le groupe Superblue composé de Bobby Watson, Mulgrew Miller et Kenny Washington (en). Enfin, en 1990, en plus de quatre disques auxquels il participe, sort son premier album solo Diamond in the rough sur le label RCA Novus.
Il signe alors un contrat avec Verve Records qui lui donnera l'opportunité de jouer avec d'autres grands musiciens sur le disque With the tenors of our time et notamment Joe Henderson, Stanley Turrentine, Johnny Griffin, Joshua Redman et Branford Marsalis.
En 1998 il remporte un Grammy Award pour son album Habana avec son groupe africano-cubain, Crisol.

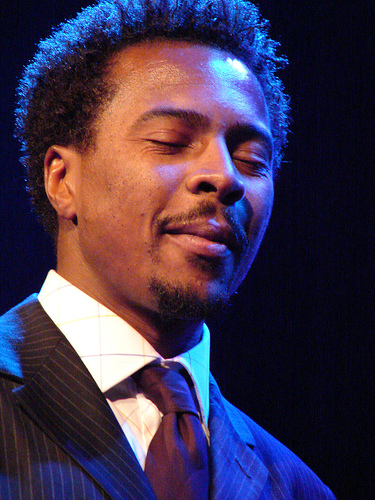
Roy Hargrove en 2006.

Roy Hargrove a enregistré avec nombre de musiciens, incluant Herbie Hancock, Sonny Rollins,Oscar Peterson,
Michael Brecker, Jackie McLean, Slide Hampton, Natalie Cole, Diana Krall, Abbey Lincoln, Diana Ross, Steve Tyrell, Kenny Rankin, John Mayer, Rhian Benson, Carmen McRae, Toto, Boz Scaggs, Shirley Horn, Jimmy Smith, Danny Gatton, Method Man,  Common, Erykah Badu, D'Angelo, Q-tip et Gilles Peterson. Sa composition Strasbourg-Saint-Denis est l'un des titres les plus connus de Roy Hargrove[réf. nécessaire].
En 2003, il sort le premier album de son groupe The RH Factor mélangeant jazz, funk, hip-hop, soul et gospel. Le single Forget Regret, extrait de l'album et composé par Jacques Schwarz-Bart fait partie de la bande originale du film It runs in the family avec Kirk et Michael Douglas.
Il meurt d'un arrêt cardiaque à l'âge de 49 ans, après avoir été admis à l’hôpital pour un problème rénal (il était soumis à des dialyses depuis plusieurs années,).

## Discographie

### En tant que leader
- Emergence (Emarcy, 2009)
- Earfood (Emarcy, 2008)
- Nothing Serious (Verve Records, 2006)
- Moment to Moment (Verve Records, 2000)
- Crisol: Habana (Verve Records, 1997)
- Parker's Mood (Verve Records, 1995), trio avec Christian McBride (contrebasse) et Stephen Scott (piano)
- Family (Verve Records, 1995)
- With the Tenors of our Time (Verve Records, 1994)
- Approaching Standards (Jive Records/RCA Novus, 1994)
- Of Kindred Souls (Live) (RCA Novus, 1993)
- The Vibe (RCA Novus, 1992)
- Toyko Sessions (RCA Novus, 1991)
- Public Eye (RCA Novus, 1990)
- Diamond in the Rough (RCA Novus, 1989)

### Avec son groupe The RH Factor
- The RH Factor, Distractions (Verve Records, 2006)
- The RH Factor, Strength [EP] (Verve Records, 2004)
- The RH Factor, Hard Groove (Verve Records, 2003)

### En tant que sideman
- 1988 :  Superblue : Superblue (Blue Note Records)
- 1993 :  Bob Thiele : Lion Hearted
- 1995 :  Shirley Horn : The Main Ingredient (Verve Records)
- 1995 :  Christian McBride : Gettin' to It
- 1995 :  Jimmy Smith : Damn!
- 1996 :  Jimmy Smith : Angel Eyes
- 2000 :  The Ray Brown Trio : Some of My Best Friends Are...The Trumpet Players (Telarc)
- 2000 :  Erykah Badu : Mama's Gun
- 2000 :  D'Angelo : Voodoo
- 2000 :  Common : Like Water for Chocolate
- 2001 :  Roy Haynes : Birds of a Feather: A Tribute to Charlie Parker
- 2002 : Natalie Cole : Ask A Woman Who Knows
- 2002 :  Herbie Hancock et Michael Brecker : Directions in Music, Celebrating Miles Davis & John Coltrane, Live at Massey Hall (Verve Records)
- 2003 :  Erykah Badu : Worldwide Underground
- 2003 :  Shirley Horn : May the Music Never End (Verve)
- 2004 :  Mario Canonge : Rhizome
- 2006 :  John Mayer : Continuum
- 2007 :  The Jimmy Cobb Quartet : Cobb's Corner
- 2008 :  John Beasley : Letter to Herbie
- 2009 :  The Jimmy Cobb Quartet : Jazz in the Key of Blue
- 2010 :  Angelique Kidjo : Õÿö, (sur le morceau Samba Pa Ti)
- 2011 :  Cyrille Aimée : Cyrille Aimée & Friends (Live at Smalls)